# Банияс (район)
Банияс (араб. منطقة بانياس‎) — район (минтака) в составе мухафазы Тартус, Сирия.
Административный центр — город Банияс.

## География
Район расположен в северной части мухафазы. На юге граничит с районами Тартус и Эш-Шейх-Бадр, на севере — с территорией мухафазы Латакия, на востоке — с территорией мухафазы Хама.

## Административное деление
Административно район Банияс разделён на семь нахий:
| Нахия         | Административный центр | Население (2004 г.), чел. | Карта |
| ------------- | ---------------------- | ------------------------- | ----- |
| Банияс        | Банияс                 | 94 832                    |       |
| Талин         | Талин                  | 8351                      |       |
| Хаммам-Василь | Хаммам-Василь          | 8255                      |       |
| Эль-Анназа    | Эль-Анназа             | 18 446                    |       |
| Эль-Кадмус    | Эль-Кадмус             | 22 370                    |       |
| Эр-Рауда      | Эр-Рауда               | 11 688                    |       |
| Эт-Тавахин    | Эт-Тавахин             | 10 024                    |       |